# Icilio Bacci
Pour les articles homonymes, voir Bacci.
Icilio Bacci, né Baccich (Fiume, 2 juillet 1879 - Fiume, 28 août 1945), est un homme politique, conférencier et avocat italien.

## Biographie
En 1904, il fait déjà partie des jeunes irrédentistes en faveur de l'italianité de Fiume. En 1910, il est adjoint au maire (sindaco) de sa ville. La même année, il se rend à Rome où il fait partie des fondateurs de l'Association nationaliste italienne (Associazione Nazionalista Italiana). 
Pendant la première guerre mondiale, il s'engage comme volontaire dans le Regio Esercito (armée royale) et participe, avec son frère Iti Bacci, à l'entreprise de Fiume, où il est chargé de l'intérieur et de la justice pendant la régence italienne du Carnaro. En 1929, il est président de la province du Carnaro.
Membre du parti national fasciste (Partito Nazionale Fascista), il est nommé sénateur du Royaume le 23 janvier 1934. 
En 1944, une procédure est ouverte contre lui devant la Haute Cour de justice pour sanctions contre le fascisme, son nom étant inclus dans la catégorie des "sénateurs tenus pour responsables d'avoir maintenu le fascisme et rendu la guerre possible tant par leurs votes que par des actions individuelles, notamment la propagande exercée à l'extérieur et à l'intérieur du Sénat". En avril 1944, il est condamné par contumace à Rome comme criminel de guerre. Bien que poussé par ses concitoyens, il décide de ne pas quitter sa ville. Il continue à séjourner à Fiume, où la Wehrmacht l'a protégé tant qu'elle le pouvait. Enlevé par des partisans à Fiume le 28 août 1945, il est déclaré introuvable et mort le 29 mars 1946, la mesure du "non-lieu pour cause de disparition" est adoptée.

### Sa Disparition
Il n'y a pas d'informations certaines sur sa fin, si ce n'est qu'il a été arrêté par la police yougoslave de Josip Broz Tito alors qu'il allait demander un laissez-passer. Selon une lettre de 1946 du régent croate, l'avocat Mandich d'Opatija, Bacci a été transféré par les Yougoslaves à la prison de Karlovac, où il a été jugé et fusillé. Son corps n'a jamais été retrouvé.

### Commissions sénatoriales
- Membre de la commission de première instance de la Haute Cour de Justice (22 janvier 1935-2 mars 1939) (17 avril 1939-5 août 1943)
- Membre de la commission des affaires intérieures et de la justice (17 avril 1939-5 août 1943)

## Distrinctions honorifiques
- Croix du Mérite de la guerre - 1915-1918
 - Médaille de bronze de la Croix-Rouge italienne
 - Chevalier de l'Ordre de la Couronne d'Italie - 1912
 - Commandeur de l'Ordre de la Couronne d'Italie - 1924
 - Grand Officier de l'Ordre de la Couronne d'Italie - 1930
 - Chevalier de l'Ordre des Saints-Maurice-et-Lazare - 1933

## Source
- (it) Cet article est partiellement ou en totalité issu de l’article de Wikipédia en italien intitulé « Icilio Bacci » (voir la liste des auteurs).